# Lazarus Salii
Lazarus Eitaro Salii (1935-20 de agosto de 1988) fue un político de Palaos. Sirvió a su país como presidente desde el 25 de octubre de 1985 hasta su suicidio el 20 de agosto de 1988, en medio de un escándalo por sobornos.